# Holtålen
Holtålen ist eine Kommune im norwegischen Fylke Trøndelag. Die Kommune hat 2048 Einwohner (Stand: 1. Januar 2025). Verwaltungssitz ist die Ortschaft Ålen.

## Geografie

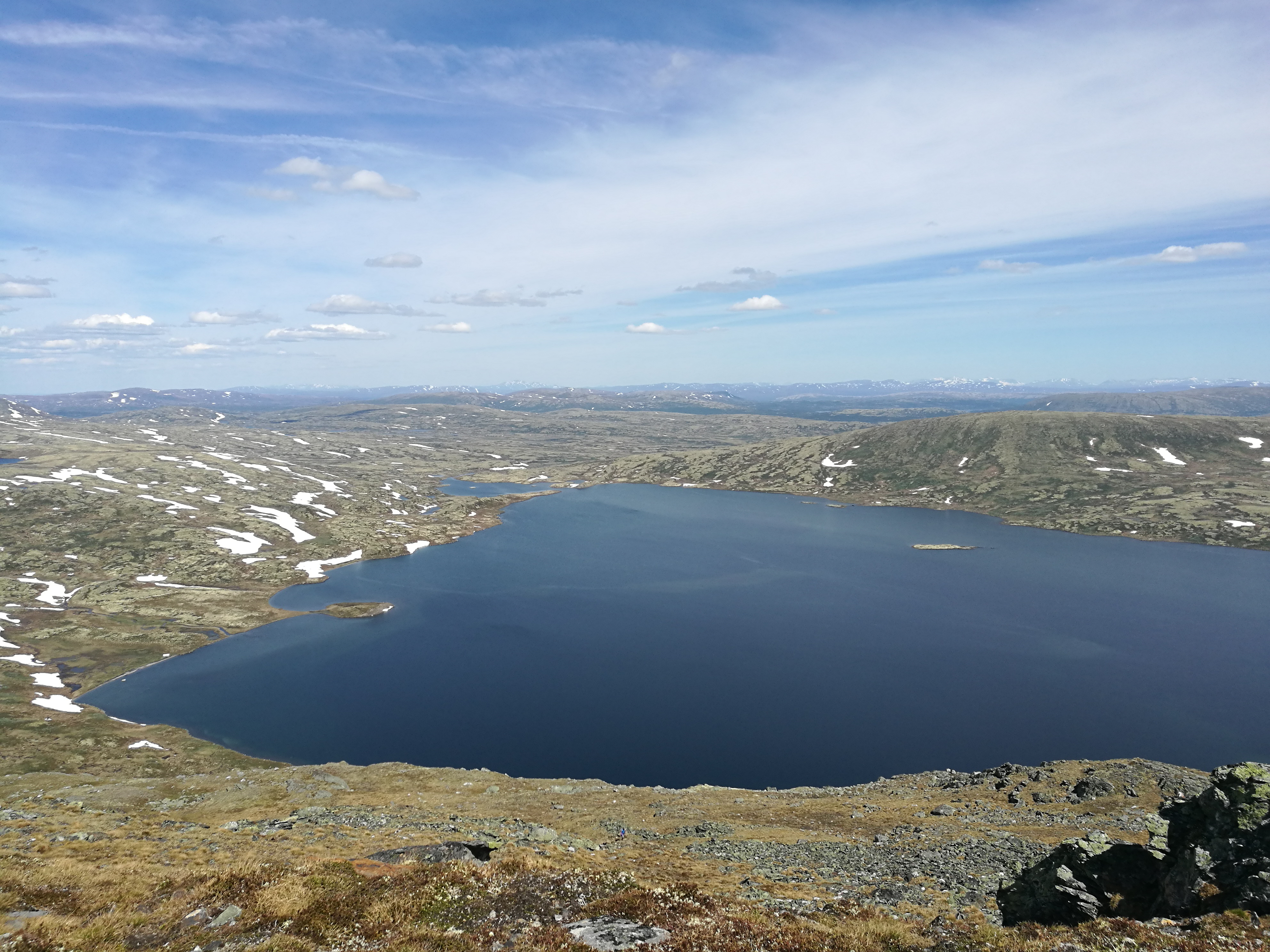
Forollsjøen

Holtålen liegt im Süden Trøndelags und grenzt an Selbu im Norden, Tydal im Nordosten, Røros im Südosten, Os im Süden sowie Midtre Gauldal im Westen. Die Grenze zwischen Holtålen und Os stellt zugleich die Grenze zwischen den Fylkern Trøndelag und Innlandet dar. Durch die Kommune fließt in Ost-West-Richtung der Fluss Gaula durch das Tal Gauldalen. Auf dieses stoßen mehrere Seitentäler mit kleineren Flüssen.
Die Erhebung Forollhogna stellt mit einer Höhe von 1332,02 moh. den höchsten Punkt der Kommune Holtålen dar. Der Berg liegt auf der Südwestgrenze der Gemeinde und ist Teil des Forollhogna-Nationalparks. Auf der Ostseite des Bergs liegt ein Teil des Sees Forollsjøen auf einer Höhe von etwa 990 moh. im Gemeindegebiet. Etwa 86 % der Fläche Holtålens liegen auf über 600 moh.

## Einwohner
Die Einwohner leben vor allem entlang der Gaula und der Rugla sowie im Seitental Hessdalen. Die Einwohnerzahlen sind seit Ende des Zweiten Weltkriegs rückläufig. Renbygda ist der einzige sogenannte Tettsted, also die einzige Ansiedlung, die für statistische Zwecke als eine städtische Siedlung gewertet wird. Zum 1. Januar 2024 lebten dort 625 Einwohner. Der Verwaltungssitz Ålen ist Teil des Tettsteds Renbygda.
Die Einwohner der Gemeinde werden Holtåling genannt. Holtålen hat wie viele andere Kommunen der Provinz Trøndelag weder Nynorsk noch Bokmål als offizielle Sprachform, sondern ist in dieser Frage neutral.
| Jahr          | 1986 | 1990 | 1995 | 2000 | 2005 | 2010 | 2015 | 2020 | 2025 |
| ------------- | ---- | ---- | ---- | ---- | ---- | ---- | ---- | ---- | ---- |
| Einwohnerzahl | 2648 | 2512 | 2358 | 2239 | 2132 | 2064 | 2014 | 1981 | 2048 |

## Geschichte

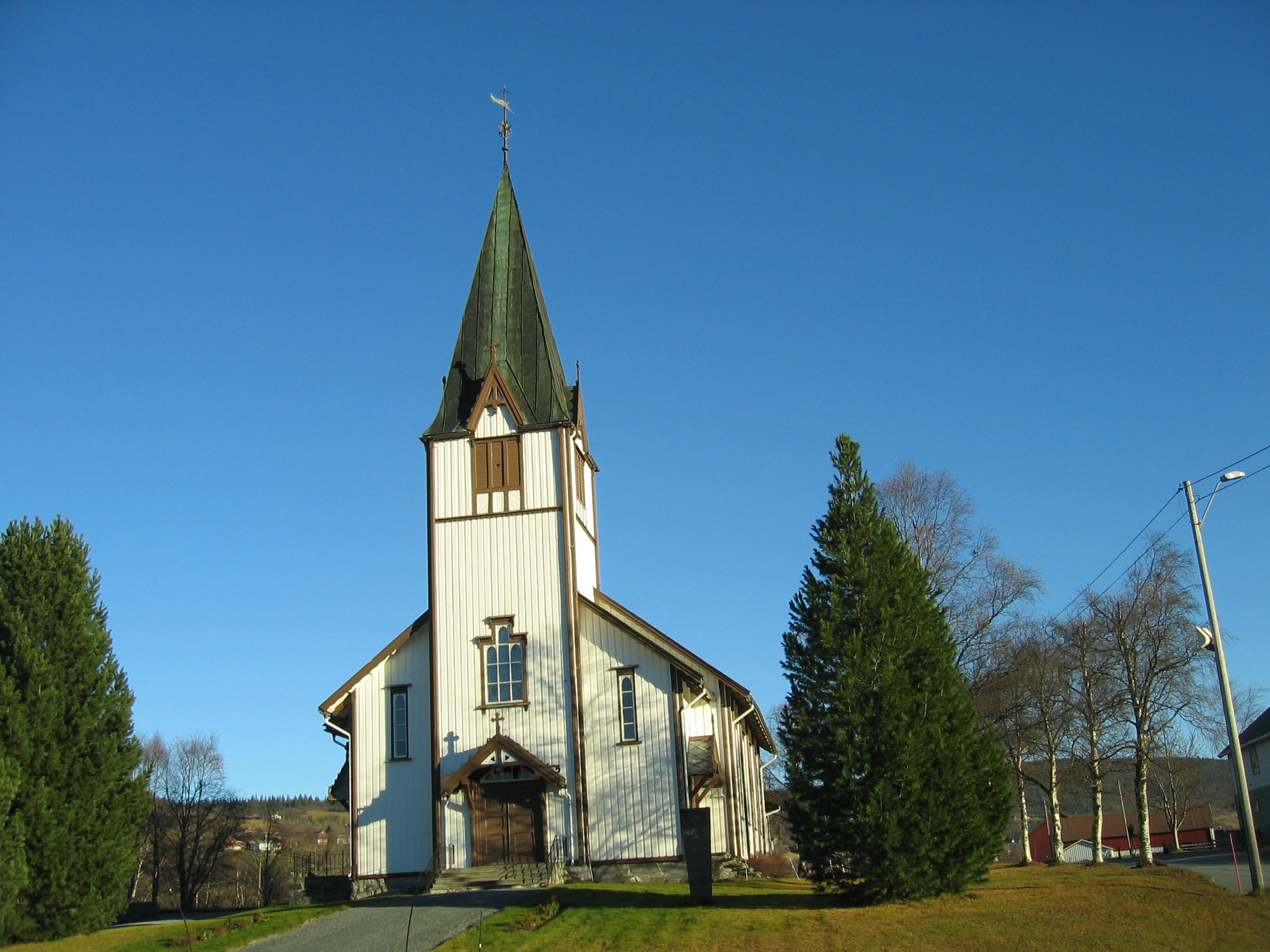
Kirche Ålen kirke

Die Gemeinde Holtålen entstand zum 1. Januar 1972 durch die Zusammenlegung von Ålen mit 1944 und Haltdalen mit 778 Einwohnern. Die Gemeinden waren 1855 entstanden, als Holtaalen in Ålen mit 1487 und Holtålen mit 809 Bewohnern aufgespalten worden war. Holtålen wurde im Jahr 1937 zu Haltdalen umbenannt.
Bis zum 31. Dezember 2017 gehörte Holtålen der damaligen Provinz Sør-Trøndelag an. Sie ging im Zuge der Regionalreform in Norwegen in die zum 1. Januar 2018 neu geschaffene Provinz Trøndelag über.
Die Stabkirche Haltdalen stand ursprünglich in der Ortschaft Haltdalen. Sie wurde um 1170 erbaut und zog mehrfach um, bevor sie Teil des Trøndelag Folkemuseum wurde. Sowohl die Ålen kirke als auch die Haltdalen kirke sind Holzkirchen aus dem Jahr 1881.
Das Tal Hessdalen erlangte durch die Hessdalen-Lichter Bekanntheit.

## Wirtschaft und Infrastruktur

### Verkehr
Durch die Kommune verläuft die Bahnlinie Rørosbanen. Die Strecke führt von Røros in den Norden und trifft in Holtålen auf die Gaula, entlang derer die Bahnstrecke in den Westen führt. Die Station Haltdalen wurde 1877 eröffnet, als auch die Bahnstrecke fertiggestellt wurde. 1901 wurde der Halt in Ålen eröffnet. Weitgehend parallel zur Bahnlinie führt der Fylkesvei 30 durch die Gemeinde.

### Wirtschaft
Die Land- und Forstwirtschaft sind für die Lokalwirtschaft von größerer Bedeutung. Im Bereich der Landwirtschaft dominiert die Haltung von Rindern und Schafen. Die landwirtschaftlich genutzte Fläche wird zu großen Teilen als Wiesen und als Weideland verwendet. In der Industrie ist die Holzverarbeitung am weitesten verbreitet. Der Betrieb der Killingdal gruber, in denen Schwefelkies gewonnen wurden, wurde 1986 eingestellt. Im Jahr 2020 arbeiteten von 965 Arbeitstätigen 510 in Holtålen selbst, 234 waren in der Nachbarkommune Røros tätig. Der Rest verteilte sich auf Kommunen wie Trondheim und Midtre Gauldal.

## Name und Wappen
Das seit 1988 offizielle Wappen der Kommune zeigt ein silbernes Schneehuhn auf rotem Hintergrund. Das Wappen soll die Vogeljagd symbolisieren. Die erste Silbe des Gemeindenamens leitet sich vermutlich vom Flussnamen Holta, einem Nebenfluss der Gaula, ab.

## Persönlichkeiten
- Arnljot Eggen (1923–2009), Schriftsteller
- Heidi Greni (* 1962), Politikerin